# フランツ・アダム
フランツ・アダム（Franz Adam,1815年5月4日 - 1886年9月30日）はドイツの画家である。戦争画や乗馬した人物画など、馬を描くのを得意とした。

## 略歴
イタリアのミラノで生まれた。父親のアルブレヒト・アダム(1786-1862)はバイエルン生まれの戦争画を得意とする画家で、父親がフランスとバイエルン公国の従軍画家としてイタリアで働いていた時に生まれた。兄に動物画が得意なベンノ・アダム(1812-1892)がいる。ミュンヘンで父親から絵を学び、父親の絵の助手として働くこともあった。
1848年にイタリアの独立運動の鎮圧に向かったラデツキー将軍の軍隊に父親とともに同行し、戦争の場面を描き、1850年には、ハンガリー革命鎮圧のための戦いを描くためにオーストリア皇帝、フランツ・ヨーゼフ1世の好意でハンガリーに旅した。これらの旅からクストーツァの戦いやティミショアラでの戦闘を描き。騎乗した人物画を描いた。
父親は1862年に亡くなったが、1870年までは主に狩りの情景を描き、普仏戦争の後、セダンの戦いなどを題材に劇的なスタイルの戦争画を描いた。
弟子にはポーランド出身のユゼフ・ブラントや兄ベンノ・アダムの息子、エミール・アダムがいる。

## 作品

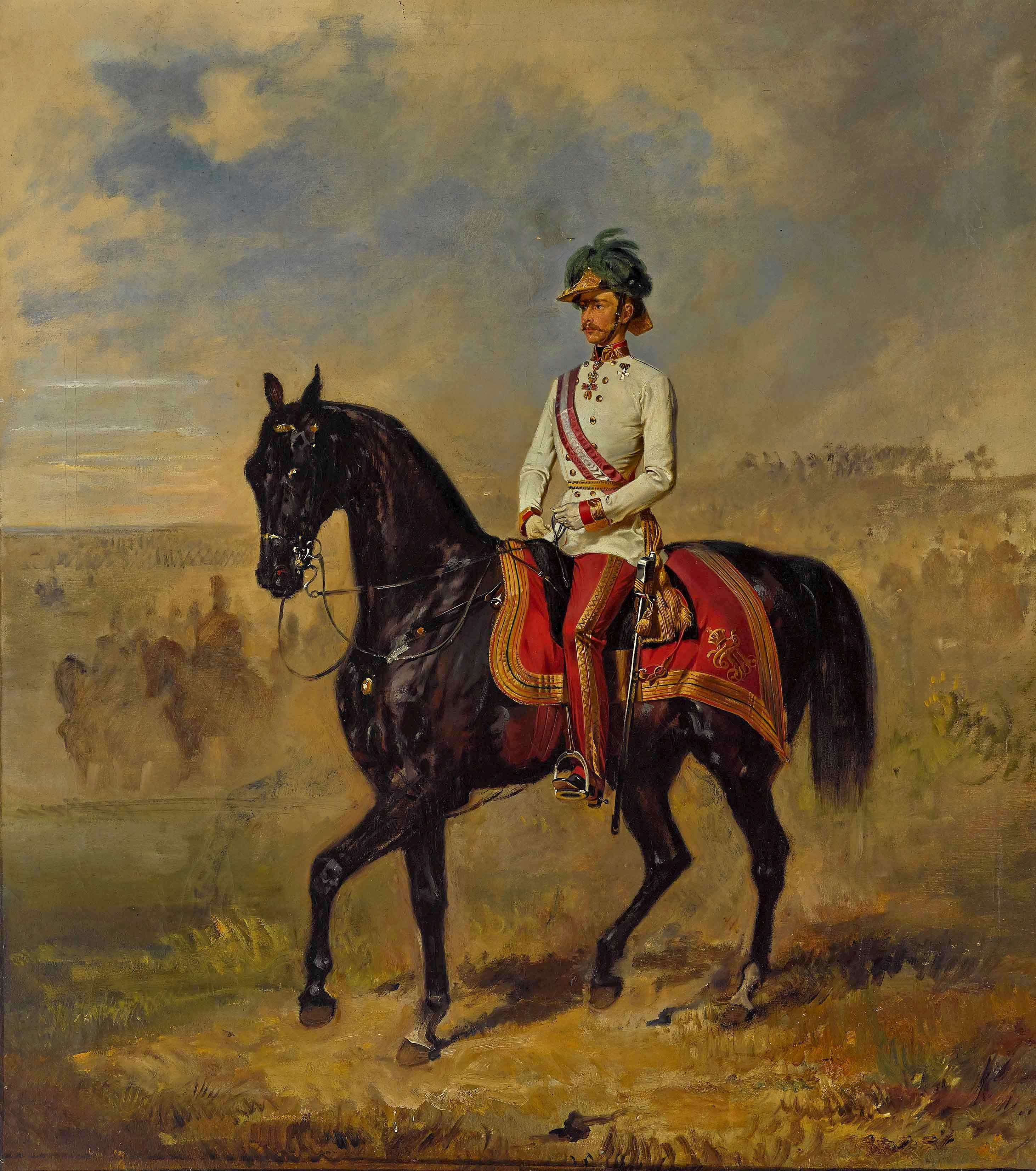
フランツ・ヨーゼフ1世
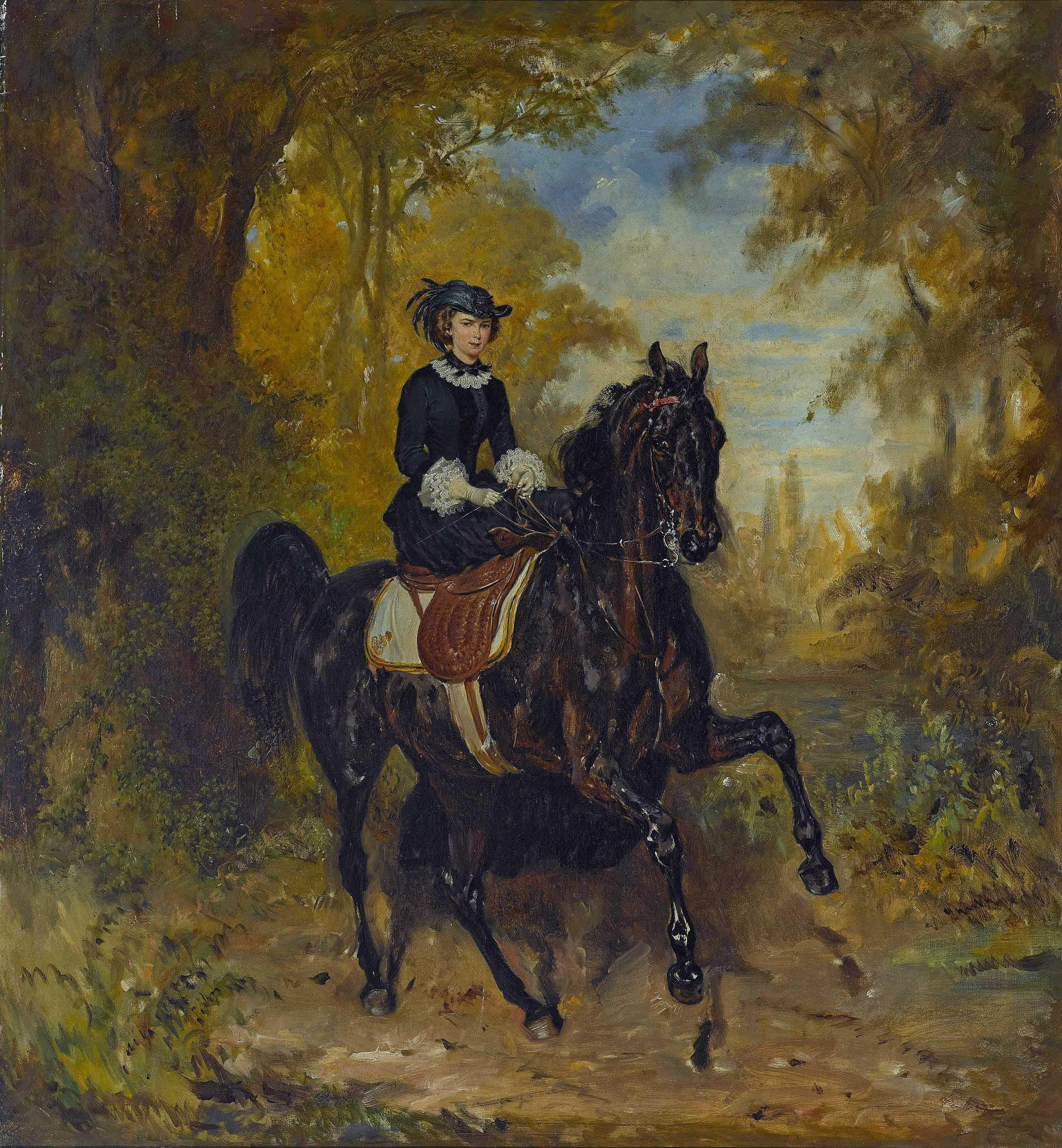
オーストラリア皇后
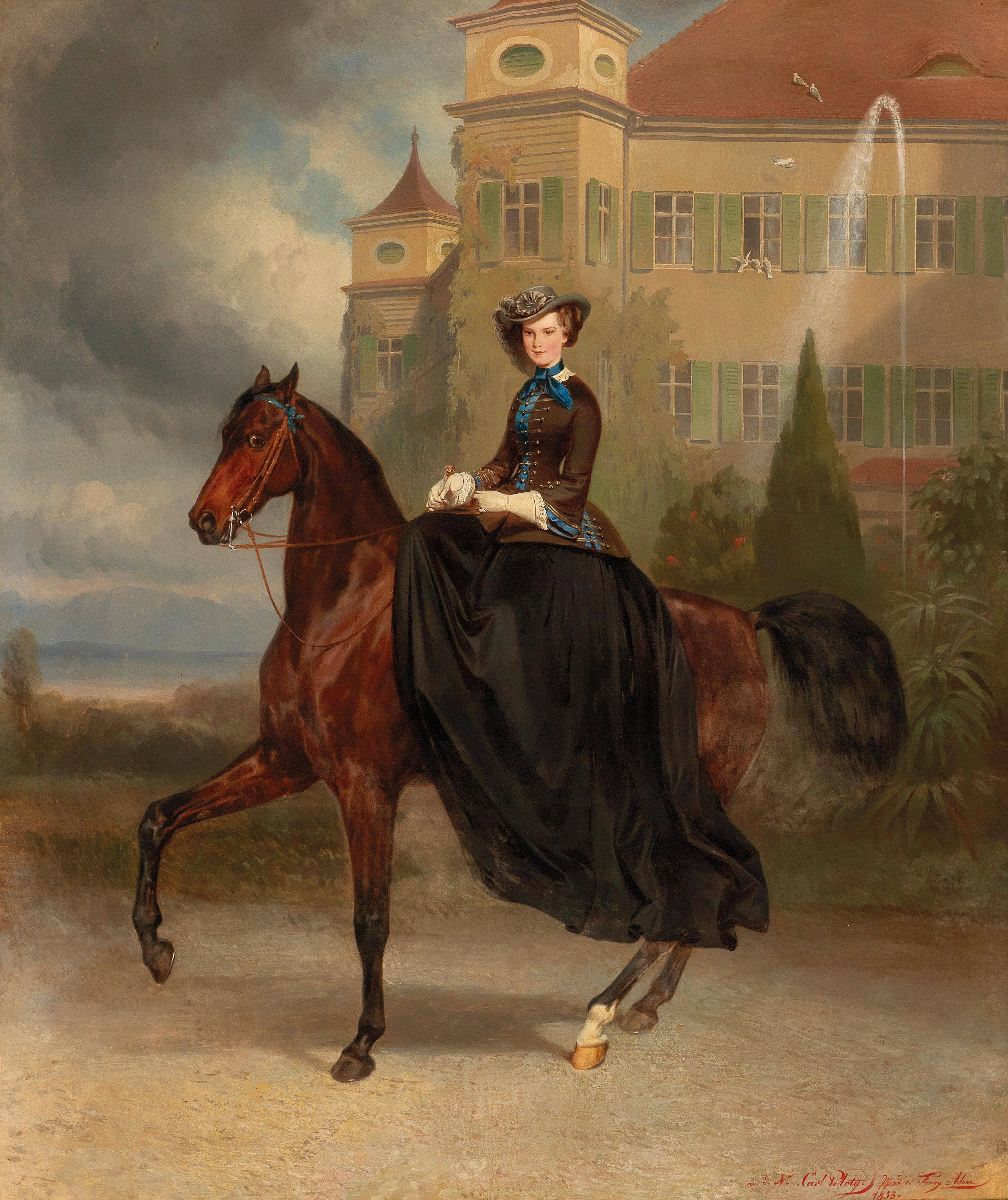
カール・フォン・ピロティと共作、バイエルンの皇女エリーザベト(1853)

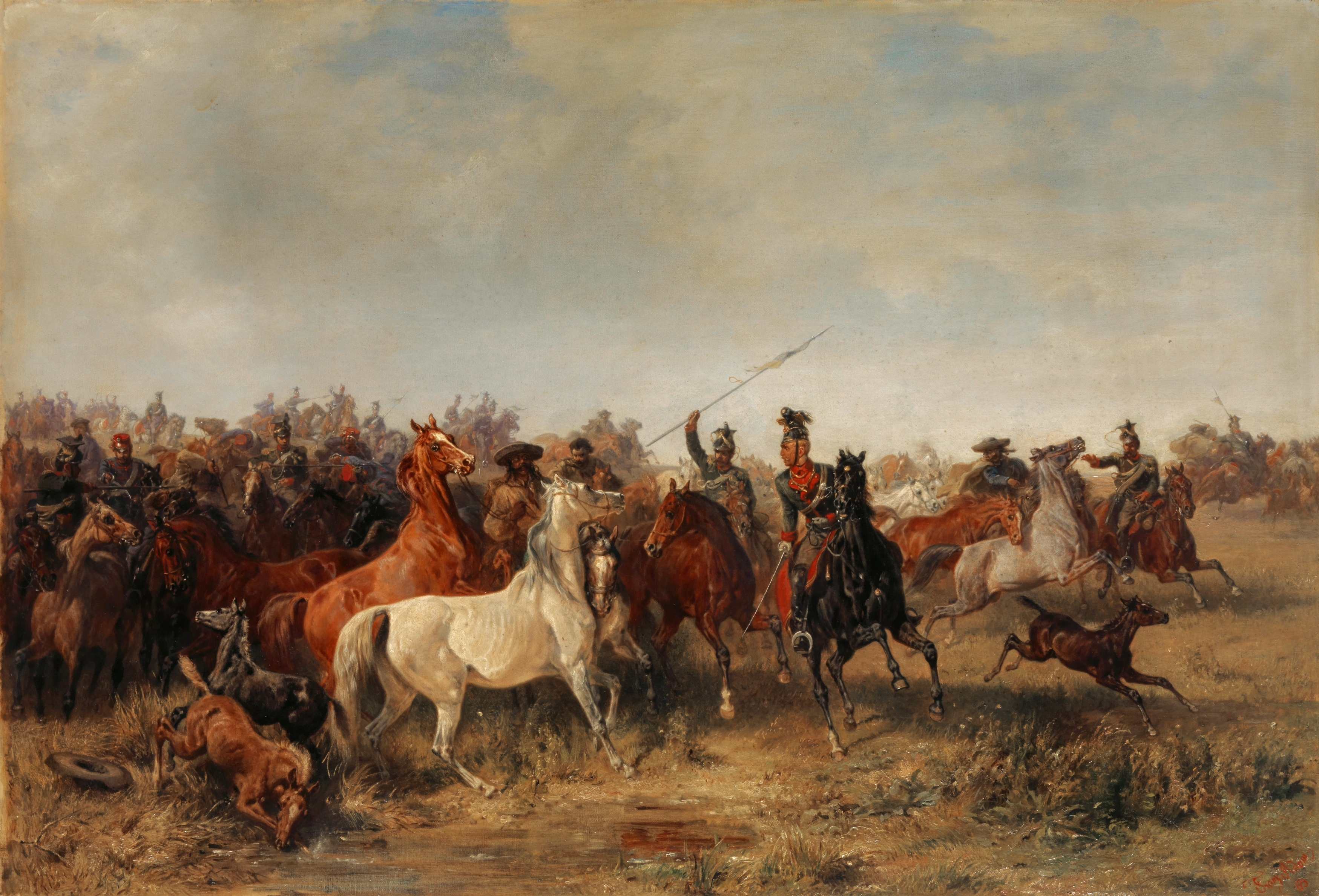
ハンガリー騎兵を攻撃するオーストリア騎兵
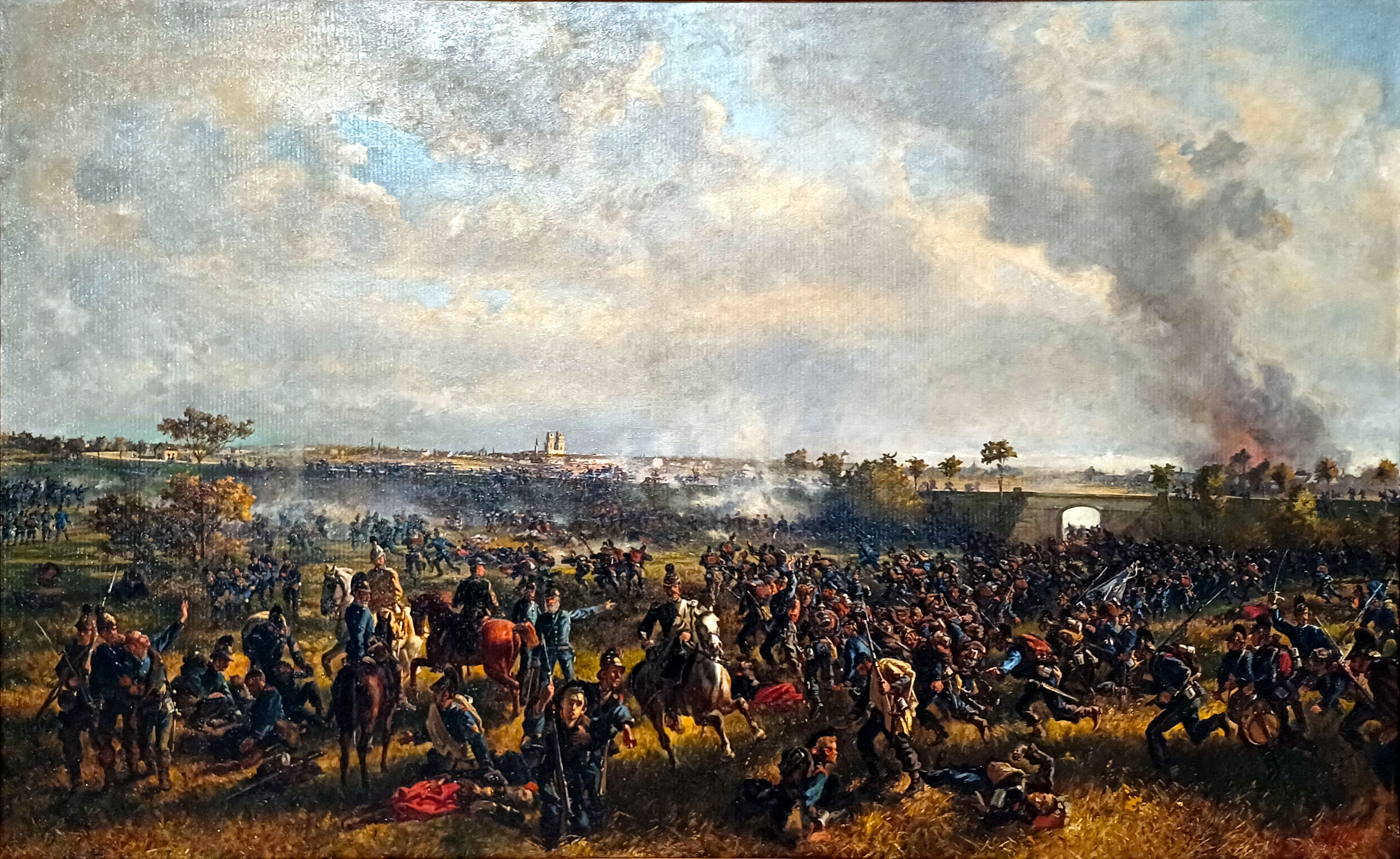
普仏戦争の情景
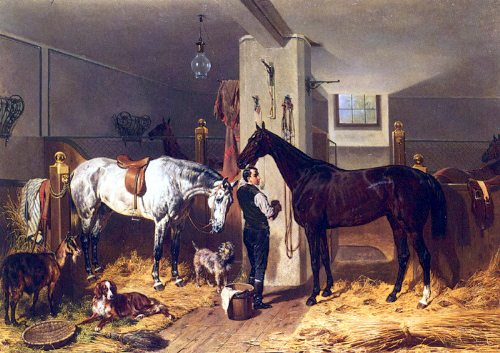
厩舎